# گربه سامورایی

میاوارا توموکاتو و برادرزاده‌اش شیرو، بر روی جلد ماجراهای گربه سامورایی نشان داده شده است

گربه سامورایی (انگلیسی: Samurai Cat) شخصیت اصلی در یک سری از کتاب‌های مارک ای. راجرز است. به عنوان طنز، تقریباً هر صفحه کتاب دارای یک تصویر نقاشی شده توسط راجرز، که وقایع توصیف شده در آن صفحه را به تصویر کشیده است.